# Обаку
Обаку (на японски: 黄檗, О:баку; на китайски: 黄檗, Хуан Бо) e японска школа на дзен-будизма.
Обаку е основана в Япония през 1654 г. от китайския монах Инген неговия ученик Муян, последователяи на традицията на Риндзай. Главния храм на школата се казва Мампуку-дзи (на японски: 万福寺) и е основан в град Удзи през 1661 г.
През 1664 Муян заменя Инген на поста настоятел. През 1671 г. основава втори храм Дзюисьо-дзи в Едо. Първите тринадесет настоятеля на храма били китайци, а след това четиранадесет по-нататък били японските монаси Рюто.
Обаку е известна със своите монаси калиграфи. Трима от тях Инген Рюки, Мокуан Сьото и Сокухи Ньоицу са известни под името „трите четки на Обаку“.